# Pouy-de-Touges
Pouy-de-Touges is een gemeente in het Franse departement Haute-Garonne (regio Occitanie) en telt 373 inwoners (2011). De plaats maakt deel uit van het arrondissement Muret.

## Geografie
De oppervlakte van Pouy-de-Touges bedraagt 13,9 km², de bevolkingsdichtheid is 16,3 inwoners per km².
De onderstaande kaart toont de ligging van Pouy-de-Touges met de belangrijkste infrastructuur en aangrenzende gemeenten.

## Demografie
Onderstaande figuur toont het verloop van het inwonertal (bron: INSEE-tellingen).